# 晴れ空のマーチ
『晴れ空のマーチ』（はれぞらのマーチ）は、日本の男性歌手、ダイスケのメジャー4枚目のシングル。

## 収録曲
（全曲 作詞・作曲：ダイスケ、編曲：鈴木Daichi秀行） 
1. 晴れ空のマーチ [5:18]
2. ミュージック [4:10]
3. あなたにしかできないこと（アコースティックバージョン） [5:22]
4. 晴れ空のマーチ（Instrumental）